# Gare de Feyzin
La gare de Feyzin est une gare ferroviaire française de la ligne de Paris-Lyon à Marseille-Saint-Charles, située sur le territoire de la commune de Feyzin, dans la métropole de Lyon, en région Auvergne-Rhône-Alpes.
C'est une halte voyageurs de la Société nationale des chemins de fer français (SNCF), desservie par des trains TER Auvergne-Rhône-Alpes.

## Situation ferroviaire
Établie à 169 mètres d'altitude, la gare de Feyzin est située au point kilométrique (PK) 521,277 de la ligne de Paris-Lyon à Marseille-Saint-Charles, entre les gares ouvertes de Saint-Fons et de Sérézin.

## Service des voyageurs

### Accueil

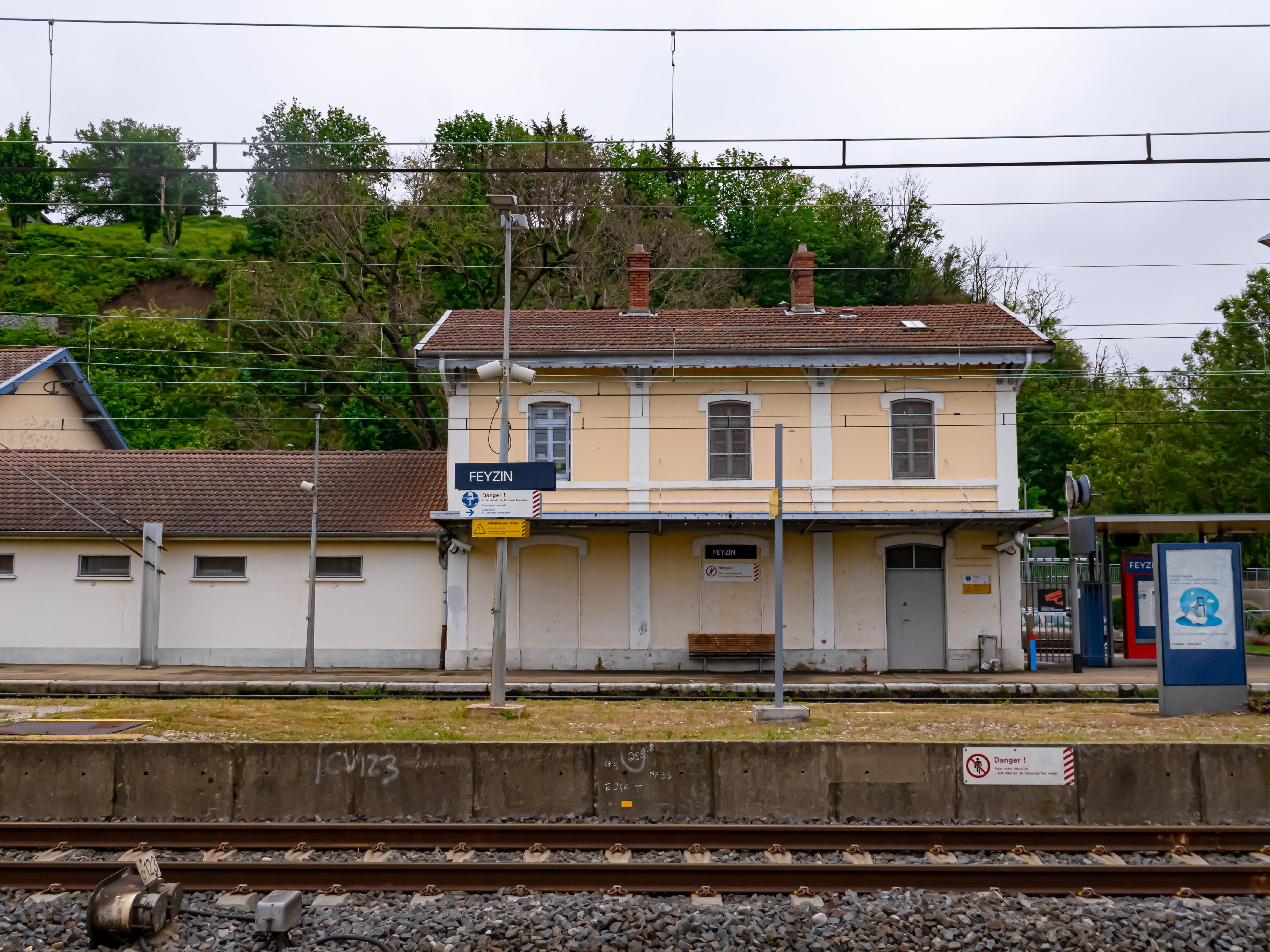
Le bâtiment voyageurs de la gare.

Halte SNCF, c'est un point d'arrêt non géré (PANG) à entrée libre. Elle est équipée d'automates pour l'achat de titres de transport.

### Desserte
La gare est desservie par les trains du réseau TER Auvergne-Rhône-Alpes de la relation Vienne - Lyon-Perrache - Villefranche-sur-Saône offrant un cadencement à l'heure la journée, à la demi-heure en heure de pointe.